# Power Rangers Ninja Storm
Power Rangers Ninja Storm – jedenasty sezon amerykańskiego serialu dla dzieci i młodzieży Power Rangers, oparty na japońskim serialu tokusatsu Ninpū Sentai Hurricanger.
Seria Power Rangers Ninja Storm liczy łącznie 38 odcinków i jest pierwszą w historii w całości wyprodukowaną przez Disney Enterprises/BVS Entertainment, zaś zdjęcia do produkcji były kręcone w Nowej Zelandii.
Początkowo Disney nie planował tworzyć kolejnego sezonu i chciał zakończyć serial na finałowym odcinku Power Rangers Wild Force – The End of the Power Rangers. Produkcja jednak ruszyła po znalezieniu sposobu na zmniejszenie kosztów produkcji poprzez kręcenie scen w Nowej Zelandii. Disney chciał, aby Power Rangers Ninja Storm nie miała elementów wspólnych z poprzednimi seriami. Odsunięto od produkcji twórców ostatnich serii, zaś rangersi z poprzednich sezonów są nazwani bohaterami z komiksów. Z powodu niezadowolenia większości fanów, w kolejnej serii – Power Rangers Dino Grzmot, istnienie poprzednich drużyn zostaje potwierdzone w postaci powrotu Tommy’ego Olivera (zielonego i białego rangera z Mighty Morphin Power Rangers) oraz jubileuszowego odcinka Legacy of Power.
Premiera produkcji odbyła się 15 lutego 2003 roku w Stanach Zjednoczonych, na antenie stacji ABC Family. Finałowy odcinek został wyemitowany 15 listopada 2003 roku na tym samym kanale. Polska premiera serii miała miejsce 2 października 2004 roku na antenie stacji Fox Kids. Serial był również emitowany na kanałach Jetix, Polsat i TV4.
Przed podjęciem decyzji o nakręceniu Power Rangers Ninja Storm, powstał inny projekt adaptacji Ninpū Sentai Hurricanger autorstwa Amita Bhaumila, scenarzysty odcinka Forever Red z Power Rangers Wild Force. Według jego pomysłu, jedenasty sezon serialu miał nosić nazwę Power Rangers Hexagon. Głównymi bohaterami byłaby podstawowa trójka rangersów, ale ich postacie znacząco różniłyby się od bohaterów japońskiej serii Super Sentai. Bhaumil planował powrót Tommy’ego Olivera, rangera z pierwszych pięciu sezonów Power Rangers, a także połączenie sił rangersów z poprzednich serii, tworzących wspólną organizację o nazwie Hexagon. Jednakże przeciwni organizacji byliby Żuko Rangersi (Rangersi Gromu z Ninja Storm. Hexagon miał posiadać dodatkową, trzecią rangerkę tej frakcji, w ciemnożółtym kombinezonie), którzy tym samym rozpoczęliby wojnę domową między dwiema frakcjami Power Rangers. Pomysł na Power Rangers Hexagon upadł wraz z zakupem przez Disneya praw do całej marki, zwolnienia całej aktualnej ekipy produkcyjnej i przeniesienia produkcji filmowej do Nowej Zelandii. Tym samym wzrosłby koszt zatrudnienia amerykańskich aktorów. Dodatkowym problemem była potrzeba całkowicie nowego materiału filmowego, którego nie posiadał adaptowany sezon Super Sentai.

## Opis fabuły
Tori, Shane i Dustin prowadzą zwyczajne życie nastolatków w Blue Bay Harbor, ale łączy ich jedno – są uczniami sekretnej akademii ninja i pobierają nauki od mądrego sensei. Ich świat się zmienia, kiedy Lothor, mistrz ninja wygnany w kosmos za swoje złe czyny, powraca na Ziemię żądny zemsty. Sensei wręcza nastolatkom Morfery Wiatru, dzięki którym mogą przemieniać się w Power Rangers, aby móc walczyć z siłami zła. Ten sezon, łączący humor, dramat i sceny sztuk walki, skupia się na nastolatkach, którzy otrzymują nadzwyczajne moce w celu obrony świata.

## Obsada
Poniższa lista przedstawia głównych bohaterów serialu Power Rangers Ninja Storm wraz z nazwiskami odtwórców ról.

### Rangersi
| Ranger                  | Postać           | Aktor              |
| ----------------------- | ---------------- | ------------------ |
| Czerwony Ranger Wiatru  | Shane Clarke     | Pua Magasiva       |
| Niebieska Rangerka Wody | Tori Hanson      | Sally Martin       |
| Żółty Ranger Ziemi      | Dustin Brooks    | Glenn McMillan     |
| Purpurowy Ranger Gromu  | Hunter Bradley   | Adam Tuominen      |
| Granatowy Ranger Gromu  | Blake Bradley    | Jorgito Vargas Jr. |
| Zielony Ranger Samuraja | Cameron Watanabe | Jason Chan         |

### Sprzymierzeńcy
- Sensei Kanoi Watanabe (Grant McFarland) – sensei Akademii Ninja Wiatru oraz ojciec Camerona, zamieniony przez Lothora w kawię domową.
- Kelly Halloway (Megan Nicol) – dobra przyjaciółka Rangersów.
- Cyber Cam (Jason Chan) – wirtualny klon Camerona, a zarazem jego całkowite przeciwieństwo w kwestii osobowości.

### Wrogowie
- Lothor (Grant McFarland) – znany w przeszłości jako Kiya Watanabe, brat bliźniak Kanoi Watanabe, główny antagonista serii.
- Marah (Katrina Devine) i Kapri (Katrina Browne) – siostrzenice Lothora i kuzynki Camerona.
- Zurgane (głos: Peter Rowley) – główny dowódca armii Lothora.
- Choobo (głos: Bruce Hopkins) – porucznik, a następnie generał armii Lothora.
- Vexacus (głos: Michael Hurst) – bezwzględny i okrutny łowca nagród. Nie jest wobec nikogo lojalny i działa jedynie dla własnych korzyści.
- Motodrone (głos: Craig Parker) – potwór stworzony w wyniku nieudanego eksperymentu z motocyklem. Został rozbity na kawałki, lecz później został ożywiony i przyłączył się do Lothora.
- Shimazu (głos: Jeremy Birchall) – Shimazu był starożytnym japońskim wojownikiem, który terroryzował lud z pomocą wilkołaków (ang. Wolfblades). Następnie, po przypadkowym ożywieniu, przyłączył się do Lothora.

## Muzyka tytułowa
Power Rangers Ninja Storm, to muzyka tytułowa serii Power Rangers Ninja Storm, wykorzystana m.in. w czołówce serialu. Dodatkowo utwór pojawiał się wielokrotnie w trakcie odcinków, w wersji z wokalem oraz instrumentalnej.
Kompozytorem utworu był Jeremy Sweet, który wcześniej skomponował piosenki tytyułe dla serii Zeo, Turbo, Zagubiona Galaktyka, Lightspeed Rescue oraz TIme Force.
W polskiej wersji językowej utwór śpiewają Krzysztof Pietrzak i Michał Rudaś. Twórcą polskiego tekstu piosenki jest Andrzej Gmitrzuk.

## Wersja polska
Opracowanie i udźwiękowienie wersji polskiej: na zlecenie Fox Kids – Studio Eurocom

Reżyseria: Tomasz Grochoczyński

Dialogi:
- Joanna Kuryłko (odc. 1-3),
- Katarzyna Krzysztopik (odc. 4-7, 10-13, 17-19, 22-23, 26-31, 35-38),
- Berenika Wyrobek (odc. 8-9, 14-16, 20-21, 24-25, 32-34)

Dźwięk i montaż: Jacek Kacperek

Kierownictwo produkcji: Marzena Wiśniewska

Udział wzięli:
- Tomasz Błasiak –
  - Shane,
  - Kyle
- Magdalena Krylik –
  - Tori,
  - Tally
- Andrzej Hausner –
  - Dustin,
  - Eric McKnight
- Tomasz Marzecki – Lothor
- Iwona Rulewicz – Kapri
- Katarzyna Tatarak – Marah
- Adam Bauman – Sensei
- Leszek Zduń –
  - Cam,
  - Cyber Cam
- Robert Tondera – Hunter
- Janusz Wituch – Blake
- Tomasz Grochoczyński – Choobo
- Paweł Szczesny – Zurgane
- Ryszard Nawrocki – Vexacus
- Jerzy Słonka – Shimazu
- Magda Woźniak – Skyla
- Cynthia Kaszyńska –
  - Matka Cama,
  - Fragra,
  - Beevil
- Ryszard Olesiński – różne postacie
- Łukasz Margas – Charlie
- Cezary Kwieciński

i inni
Tekst piosenki: Andrzej Gmitrzuk

Śpiewali: Krzysztof Pietrzak i Michał Rudaś

Kierownictwo muzyczne: Piotr Gogol

### Emisja w Polsce
- Fox Kids / Jetix – od 2 października 2004 roku do 30 września 2005 roku; ponowna emisja od 4 czerwca do 30 września 2007 roku oraz od 7 maja do 31 sierpnia 2008 roku.
- Polsat – od 1 maja 2005 roku do 8 stycznia 2006 roku.
- TV4 – od 12 grudnia 2006 roku do 21 lutego 2007 roku.

## Spis odcinków
| Premiera w USA                              | N/o | Nr w serii | Polski tytuł            | Angielski tytuł        |
| ------------------------------------------- | --- | ---------- | ----------------------- | ---------------------- |
|                                             |     |            |                         |                        |
| SEZON JEDENASTY – POWER RANGERS NINJA STORM |     |            |                         |                        |
|                                             |     |            |                         |                        |
| 15.02.2003                                  | 459 | 01         | Preludium do burzy      | Prelude to a Storm     |
|                                             |     |            |                         |                        |
| 15.02.2003                                  | 460 | 02         | Praca zespołowa         | There’s No „I” In Team |
|                                             |     |            |                         |                        |
| 22.02.2003                                  | 461 | 03         | Piękność na plaży       | Beauty and the Beach   |
|                                             |     |            |                         |                        |
| 01.03.2003                                  | 462 | 04         | Nadciągający grom       | Looming Thunder        |
|                                             |     |            |                         |                        |
| 08.03.2003                                  | 463 | 05         | Tajemniczy Grom         | Thunder Strangers      |
|                                             |     |            | Tajemniczy Grom         | Thunder Strangers      |
| 15.03.2003                                  | 464 | 06         | Tajemniczy Grom         | Thunder Strangers      |
|                                             |     |            | Tajemniczy Grom         | Thunder Strangers      |
| 22.03.2003                                  | 465 | 07         | Tajemniczy Grom         | Thunder Strangers      |
|                                             |     |            |                         |                        |
| 29.03.2003                                  | 466 | 08         | Zabójcze rośliny        | Nowhere to Grow        |
|                                             |     |            |                         |                        |
| 20.09.2003                                  | 467 | 09         | Ciach ciach             | Snip It, Snip It Good  |
|                                             |     |            |                         |                        |
| 12.04.2003                                  | 468 | 10         | Powrót Grzmotu          | Return of Thunder      |
|                                             |     |            | Powrót Grzmotu          | Return of Thunder      |
| 19.04.2003                                  | 469 | 11         | Powrót Grzmotu          | Return of Thunder      |
|                                             |     |            | Powrót Grzmotu          | Return of Thunder      |
| 26.04.2003                                  | 470 | 12         | Powrót Grzmotu          | Return of Thunder      |
|                                             |     |            | Powrót Grzmotu          | Return of Thunder      |
| 03.05.2003                                  | 471 | 13         | Powrót Grzmotu          | Return of Thunder      |
|                                             |     |            |                         |                        |
| 10.05.2003                                  | 472 | 14         | Boksowanie z Bopp-A-Roo | Boxing Bopp-a-Roo      |
|                                             |     |            |                         |                        |
| 17.05.2003                                  | 473 | 15         | Mięsny szał             | Pork Chopped           |
|                                             |     |            |                         |                        |
| 24.05.2003                                  | 474 | 16         | Podróż Samuraja         | The Samurai’s Journey  |
|                                             |     |            | Podróż Samuraja         | The Samurai’s Journey  |
| 31.05.2003                                  | 475 | 17         | Podróż Samuraja         | The Samurai’s Journey  |
|                                             |     |            | Podróż Samuraja         | The Samurai’s Journey  |
| 07.06.2003                                  | 476 | 18         | Podróż Samuraja         | The Samurai’s Journey  |
|                                             |     |            |                         |                        |
| 14.06.2003                                  | 477 | 19         | Zapach Rangersa         | Scent of a Ranger      |
|                                             |     |            |                         |                        |
| 21.06.2003                                  | 478 | 20         | Kocham Lothora          | I Love Lothor          |
|                                             |     |            |                         |                        |
| 28.06.2003                                  | 479 | 21         | Hunter wolontariuszem   | Good Will Hunter       |
|                                             |     |            |                         |                        |
| 05.07.2003                                  | 480 | 22         | Poznajcie Beevil        | All About Beevil       |
|                                             |     |            |                         |                        |
| 12.07.2003                                  | 481 | 23         | Zamiana                 | Sensei Switcheroo      |
|                                             |     |            |                         |                        |
| 02.08.2003                                  | 482 | 24         | Filatelista             | Tongue and Cheek       |
|                                             |     |            |                         |                        |
| 09.08.2003                                  | 483 | 25         | Motocyklowy geniusz     | Brothers In Arms       |
|                                             |     |            |                         |                        |
| 09.08.2003                                  | 484 | 26         | Karma Shane’a           | Shane’s Karma          |
|                                             |     |            | Karma Shane’a           | Shane’s Karma          |
| 09.08.2003                                  | 485 | 27         | Karma Shane’a           | Shane’s Karma          |
|                                             |     |            |                         |                        |
| 16.08.2003                                  | 486 | 28         | Powrót Shimazu          | Shimazu Returns        |
|                                             |     |            | Powrót Shimazu          | Shimazu Returns        |
| 16.08.2003                                  | 487 | 29         | Powrót Shimazu          | Shimazu Returns        |
|                                             |     |            |                         |                        |
| 20.09.2003                                  | 488 | 30         | Fala innego wymiaru     | The Wild Wipeout       |
|                                             |     |            |                         |                        |
| 27.09.2003                                  | 489 | 31         | Trening Blake’a         | Double-Edged Blake     |
|                                             |     |            |                         |                        |
| 27.09.2003                                  | 490 | 32         | Skrywane lęki           | Eye of the Storm       |
|                                             |     |            |                         |                        |
| 04.10.2003                                  | 491 | 33         | Generalski podstęp      | General Deception      |
|                                             |     |            | Generalski podstęp      | General Deception      |
| 04.10.2003                                  | 492 | 34         | Generalski podstęp      | General Deception      |
|                                             |     |            |                         |                        |
| 18.10.2003                                  | 493 | 35         | Klejnot dusz            | A Gem of a Day         |
|                                             |     |            |                         |                        |
| 18.10.2003                                  | 494 | 36         | Zdołowani i brudni      | Down and Dirty         |
|                                             |     |            |                         |                        |
| 15.11.2003                                  | 495 | 37         | Burza przed ciszą       | Storm Before the Calm  |
|                                             |     |            | Burza przed ciszą       | Storm Before the Calm  |
| 15.11.2003                                  | 496 | 38         | Burza przed ciszą       | Storm Before the Calm  |
|                                             |     |            |                         |                        |